# Teatro Municipal de Bahía Blanca
El Teatro Municipal de Bahía Blanca, situado en la ciudad homónima, constituye uno de los centros culturales más destacados de la ciudad y la región; el cual está posicionado como uno de los diez teatros más importantes del país, con un promedio de 300 funciones anuales de alta calidad. Su construcción se inició en 1911, y en 1913, el 9 de julio, fue inaugurado con un Concierto Musical con artistas bahienses, que organizó el Tiro Federal con el Conservatorio Williams de Bahía Blanca, en donde se entregaron Premios de Tiro en los intervalos o descansos del Programa y luego el 9 de agosto se hizo la inauguración oficial con la puesta en escena de la ópera Aída, de Giuseppe Verdi, interpretada por la Compañía Italiana de Antonio Marranti.
A un lado del Teatro sobre calle Dorrego se encuentra emplazado el monumento a Giuseppe Garibaldi.

## Historia

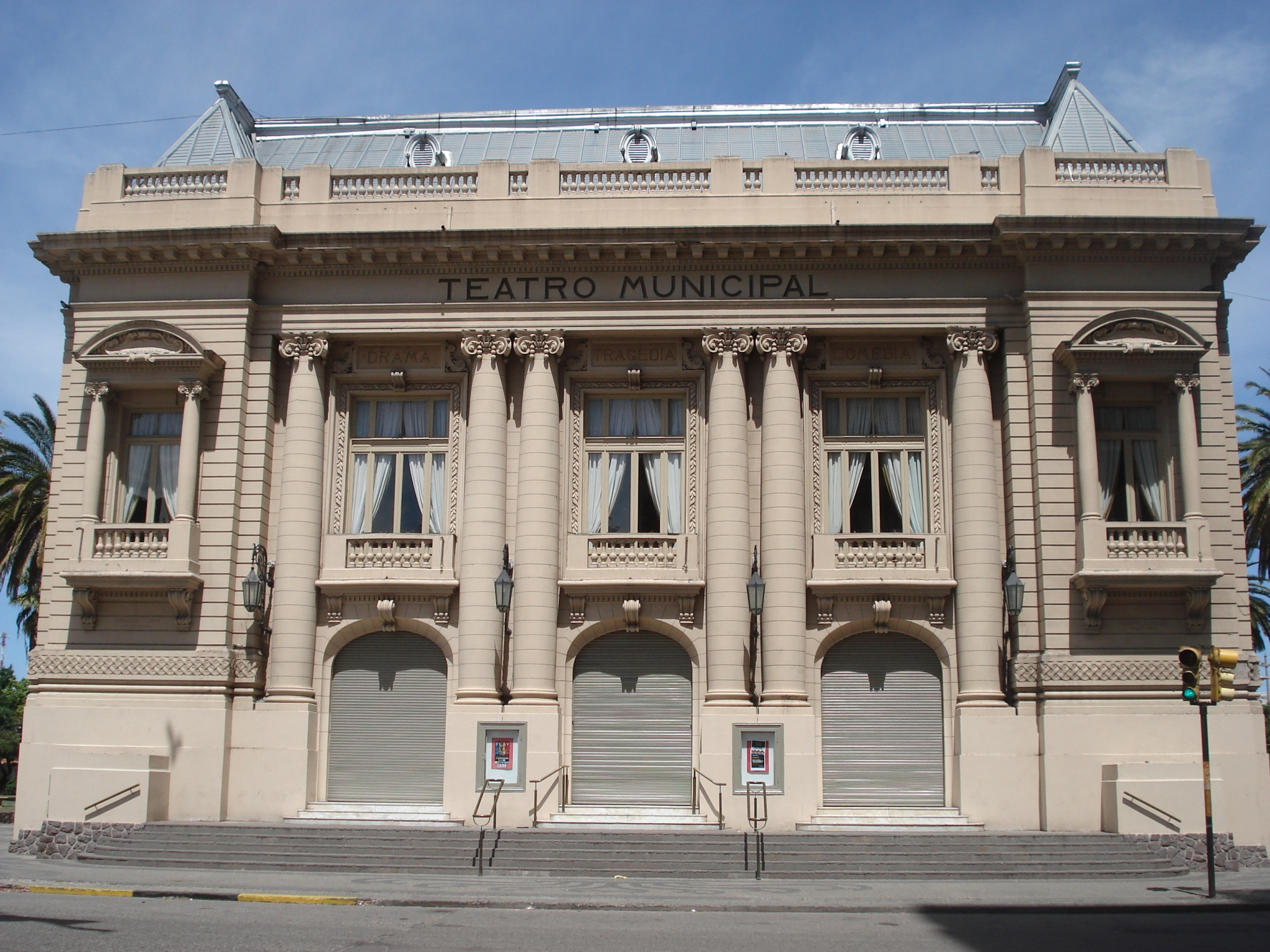
La fachada principal del edificio.

El primer proyecto para construir un teatro en Bahía Blanca se remonta al año 1884, pero los intentos fracasaron. Entre 1889 y 1900 se construyeron al menos 3 salas teatrales, pero fueron desapareciendo con el tiempo por distintos motivos.
A principios del siglo XX, hacia fines de la intendencia de Jorge Moore surgió la inquietud de construir un teatro municipal en la Ciudad, que por aquel entonces se encontraba en pleno apogeo gracias a al agricultura, al ferrocarril y a su puerto.
En un inicio el teatro se iba a edificar en un sector aún despoblado, próximo al Arroyo Napostá, conocido como Barrio de las Ranas, pero esto no llegó a concretarse.
Entonces, en 1909, el señor Juan Erize ofreció en venta sus terrenos ubicados entre las actuales calles Alsina, Dorrego, Las Heras y Corrientes, de la zona conocida como Quinta Erize; concretando así el Intendente Moore la compra de dichos terrenos.
En febrero de 1911, durante la gestión del Intendente Valentín Vergara, se aprobó su construcción. Con el fin de hacer frente a la escasez de recursos y solventar la obra, se propuso a los principales vecinos de la ciudad colaborar con $200, quienes aceptaron de inmediato. Para evitar mayores demoras, el Intendente Vergara les encargo los planos del futuro teatro a los arquitectos de Buenos Aires Jacques Henri Dunant y Gastón Louis Alcindor Mallet, quienes los entregaron el 3 de mayo de 1911. Para la ejecución de la obra se llamó a licitación 14 de agosto del mismo año, resultando Pietro Bernasconi y Francisco Luisoni los encargados de ejecutarlas. Hacia fines de 1911 se remataron algunos lotes sobrantes de la quinta Erizeo, recaudando así una significativa suma de dinero que sirvió para la construcción.
Para el nombre del Teatro, en un principio se propuso el de Estomba, como un homenaje al fundador de la ciudad, pero algunos se opusieron, proponiendo entonces el de Teatro Municipal que fue el que perduró hasta nuestros días.
El 9 de agosto de 1913, aún faltando detalles para su terminación, se efectuó una entrega de premios a ganadores de un concurso de tiro al blanco en sus instalaciones.

### Inauguración
La inauguración oficial del Teatro Municipal se celebró con gran entusiasmo el sábado 9 de agosto de 1913, con la representación de la ópera Aída de Giuseppe Verdi, a cargo de la Compañía italiana Marranti; la misma ópera fue con la que se levantó el Teatro Colón de Buenos Aires cinco años antes, en 1908. Esa noche del sábado 9, el público desbordó la sala, ya que se vendieron 1159 entradas y se realizaron doce funciones de la lírica italiana. Fue el acontecimiento de mayor importancia cultural y social por aquellos años en la ciudad. Así, el empresario Accini resultó el primer arrendatario de la esplendorosa sala teatral.
El himno de la ciudad se estrenó en los escenarios del teatro en 1928 como homenaje a su centésimo aniversario.
Con el pasar del tiempo el teatro fue arrendado a concesionarios particulares y organismos oficiales hasta 1957, año en el que la Municipalidad local asume su administración.
En 1975 el teatro fue clausurado a causa del deficiente estado en que se encontraba. Por este motivo, fue que en 1978 el Círculo Femenino 11 de Abril decidió tomar participación en el asunto. Gracias a la incesante labor de las damas del círculo se logró recaudar fondos entre empresarios, cámaras, instituciones privadas y públicas y así encarar los diversos trabajos de restauración, acondicionamiento y reapertura del teatro.

### Festejos del centenario
El 9 de agosto de 2013 el Teatro festejó sus primeros 100 años de existencias, en cuyo marco se desarrolló una serie de actividades artísticas y culturales para homenajear al coliseo más importante de la ciudad.

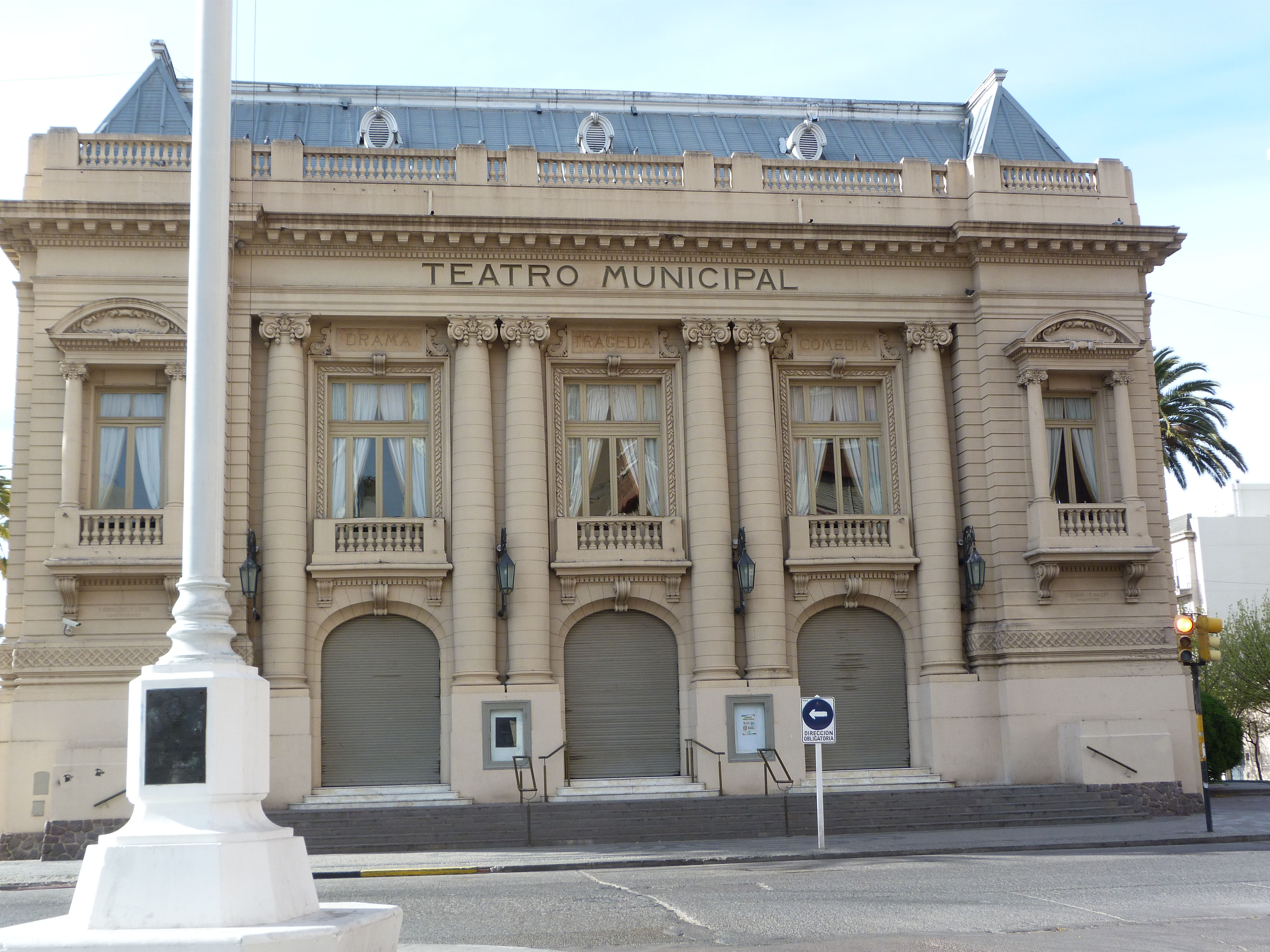
El Teatro Municipal festejó sus 100 años en 2013.

Para realzar la imagen del Teatro e ir acondicionándolo para su Centenario se realizaron diversas obras con el aporte del municipio.
Las obras más destacadas fueron:
- Reacondicionamiento del escenario central.
- Ampliación del foso para la Orquesta.
- Remodelación del subsuelo.
- Mejoras en el piso.[11]

Además, fue creado ‘‘El Centro de Documentación del Teatro’’ con el fin de reunir los materiales que hacen a la historia del mismo: programas, afiches, fotografías, recortes periodísticos, y para producir una historia colectiva entre los artistas y sus diversos trabajadores: boleteros, acomodadores, técnicos.
El cronograma oficial por los Festejos del Centenario se desarrolló durante tres días: 8, 9 y 10 de agosto de 2013.

#### Día 8 de agosto
- En la noche del jueves 8 de agosto de 2013 el violinista bahiense Xavier Inchausti se presentó en el teatro para celebrar su centenario y brindó un Concierto sinfónico, concurrieron a la velada una gran cantidad de espectadores.[13]

#### Día 9 de agosto
- Los Festejos centrales se llevaron a cabo el mismo 9 de agosto, con la función especial denominada “Centenario del Teatro Municipal”.[14]

La jornada comenzó con una recepción a cargo de actores, músicos y artistas locales con trajes de época.
- La especial velada contó con la presencia del director del Teatro Municipal, Enrique Agesta, del titular del Instituto Cultural Municipal, Sergio Raimondi, el director de la Orquesta Sinfónica Provincial, Gustavo Fontana, el Intendente Bevilacqua y demás autoridades e invitados especiales para la ocasión.

- Se proyectó el documental “Teatro Municipal, 100 años de historia” realizado por Juan Alecsovich y Romina Haurie, con la participación de los actores Rubén Cordi y Pablo Macchi.

- La Orquesta Provincial de Bahía Blanca brindó un espectacular concierto dirigido por el Maestro Gustavo Fontana,[15] con la especial participación de Xavier Inchausti como solista en violín, quien brindara un concierto con obras de Paganini, Pablo de Sarasate, Fritz Kreisler, John Williams y Johannes Brahms, en una noche inolvidable para el público que participó en los festejos de su centenario.

- En tanto, en el foyer del Teatro, el “Atenea Espacio Cultural” presentó una muestra del Artista Plástico Gabriel Mahon.

#### Día 10 de agosto
- El día sábado 10 de agosto se organizó desde el área de Turismo municipal una visita guiada al Teatro Municipal en adhesión a los festejos por el Centenario.[16]

### Artistas y personalidades que lo lucieron

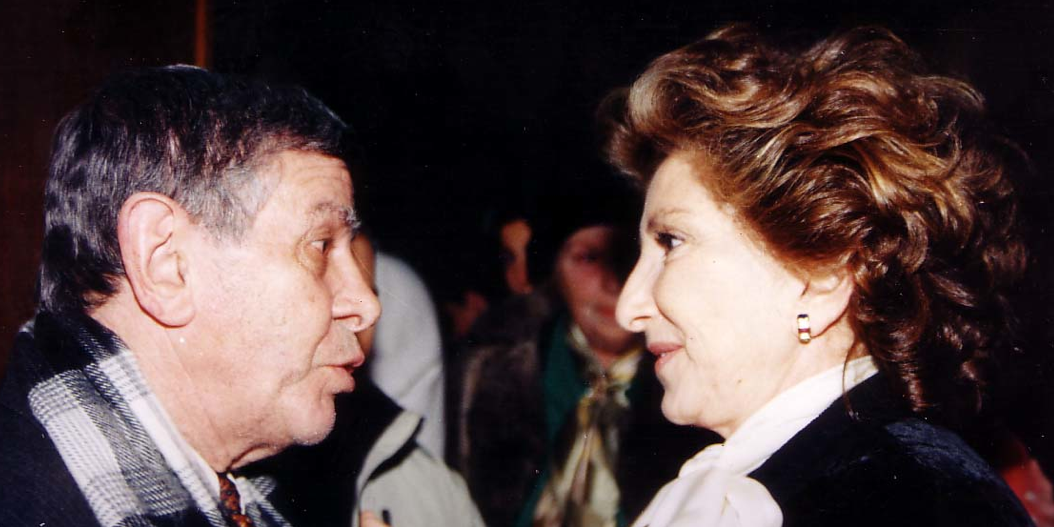
Francisco Rinaldi y Norma Aleandro, dos grandes artistas que actuaron en el Teatro Municipal

La lista de personalidades, compañías teatrales y obras que se lucieron en el Teatro Municipal es interminable. Sus salones albergaron a figuras locales, nacionales e internacionales; artistas contemporáneos, artistas nacidos en la ciudad, actores argentinos de renombre, figuras del rock nacional, representantes de la danza, destacados escritores y poetas, así como artistas internacionales; entre muchísimas otras personalidades.
| Artistas y Personalidades | Artistas y Personalidades | Artistas y Personalidades | Artistas y Personalidades | Artistas y Personalidades |
| ------------------------- | ------------------------- | ------------------------- | ------------------------- | ------------------------- |
| Carlos Gardel             | Mariano Mores             | Miguel Ángel Estrella     | Antonio Gasalla           | Julio Bocca               |
| Atahualpa Yupanqui        | Xavier Inchausti          | Norma Aleandro            | Raúl Lavié                | Maximiliano Guerra        |
| Fabián Vena               | Pablo Rago                | Gabriela Toscano          | Carlos Calvo              | Virginia Lago             |
| Luis Alberto Spinetta     | Alfredo Alcón             | Miguel Ángel Solá         | Hugo Arana                | Leonor Rinaldi            |
| Julio Chávez              | Ramiro Mussotto           | Alfonsina Storni          | Belisario Roldán          | Leopoldo Lugones          |
| Blanca Podestá            | Guillo Espel              | Juan Leyrado              | María Carámbula           | Darío Grandinetti         |
| Leopoldo Marechal         | César Ratti               | Roberto Cassaux           | Francisco Ducassé         | Angelina Pagano           |
| Orfilia Rico              | Vittorio Gassman          | Lola Membrives            | Luiggi Pirandello         | Arsenio Perdiguero        |
| Emma Gramatica            | Margarita Xirgú           | Miguel de Molina          | Dino Saluzzi              | Marcel Marceau            |
| Joe Pass                  | Hermeto Pascoal           | Eugenio Barba             | Pedro López Lagar         | Jacinto Benavente         |
| Camilia Quiroga           | Berta Singerman           | Esteban Serrador          | Gloria Ferrandiz          | Gerardo Carniello         |

Las Compañías y Operas que brindaron o brindan sus espectáculos en este coliseo son:
- Compañía Italiana de Antonio Marranti
- Compañía Hermanos Podestá
- Compañía de José Gómez
- Compañía de Arata-Simari-Franco
- Compañía de Arte de Roma
- Orquesta de Contrabajos de París "Bass Bass Bass"
- Orquesta Nacional de China
- Camerata Bariloche
- Orquesta Sinfónica Provincial
- Ballet del Sur
- Coro Estable de Bahía Blanca
- Asociación Cultural Bahía Blanca

Tanta oferta quedó conformada en una fructífera producción de espectáculos, con distintas obras llevadas a cabo sobre sus tablas:
- Aída
- Cavalleria Rusticana
- I Pagliacci
- La Bohéme
- Carmen
- La Traviata
- El Lago de los Cisnes
- El Cascanueces
- Un Ballo in Máschera
- Tosca
- Rigoletto
- Cosi e (se vi pare)
- Seis personajes en busca de un mismo autor
- Una vida para el tango
- La duda
- Extraña pareja
- Filomena Marturano
- Ella en mi cabeza
- Mozarteum

## Arquitectura

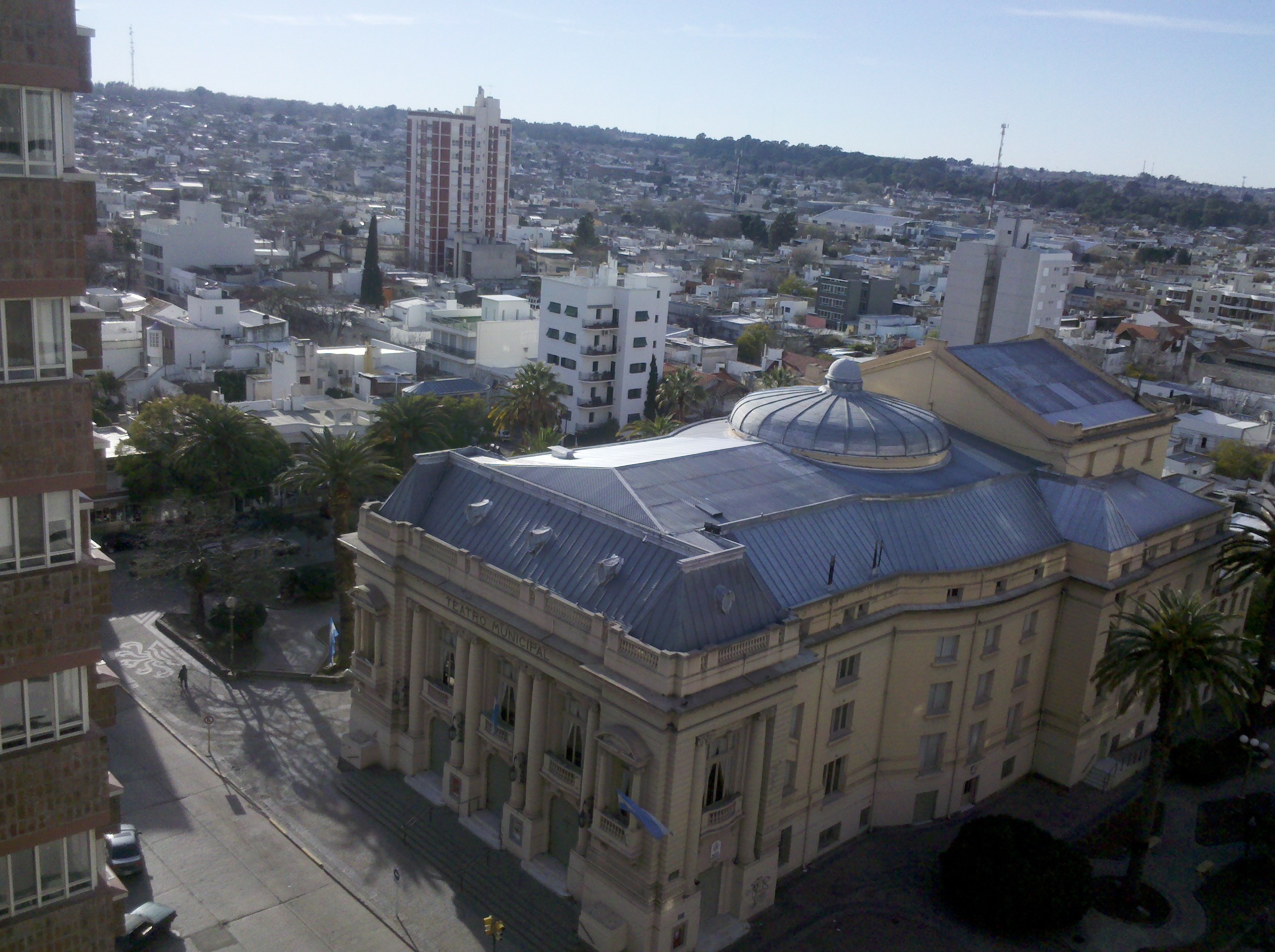
Vista del Teatro y sus alrededores

El teatro fue proyectado en estilo Académico francés, (inspirado en la Ópera de París).
La fachada presenta un cuerpo central de ritmo impar, con columnas de orden gigante y aventanales con balcones de balaustres. Sobre estos balcones se leen las clásicas leyendas de “Drama”, “Tragedia” y “Comedia” (alusivas a las actividades que aquí se realizan). El cuerpo está flanqueado por dos volúmenes macizos y pequeños, que hacen de remates y le confieren unidad a su composición edilicia.
De la misma manera, por encima del friso, con la inscripción de “Teatro Municipal”, una balaustrada hace de remate.
Interiormente, luego del hall de entrada y de sus escaleras se accede a la amplia sala que se expresa exteriormente por la concavidad de sus paredes y la cubierta de cinc. Cinco arañas cuelgan del techo e iluminan todo el recinto.
Todo el complejo teatral posee capacidad para 850 personas sentadas cómodamente en sus butacas, las cuales se distribuyen entre plateas, palcos y paraíso, además del palco oficial.
Entre sus salones, se destaca la sala ubicada en el primer piso, hacia el frente, denominada tradicionalmente “Sala Payró” (originalmente se llamó “Salón Dorado”). Cuenta también con seis salas de ensayo y de telón (que separa el escenario de la platea) y diversos talleres.
El edificio se ve realzado gracias a las 2 plazas que se ubican en su perímetro: la ‘‘Plaza Payró’’ y ‘‘Plaza Dorrego’’, en esta última se encuentra el ‘‘Monumento a Garibaldi’’ en homenaje de la colectividad italiana.
El diseño de estas plazoletas es posterior al diseño original del teatro y corresponde al estudio del Ingeniero Pagano.

## Actualidad
Actualmente el Teatro Municipal es sede del Círculo Femenino 11 de Abril (fundado en 1978) y de los tres “Organismos Artísticos del Sur”:
- La Orquesta Sinfónica Provincial de Bahía Blanca (creada en 1959).
- El Ballet del Sur (se inició en 1956, oficializándose en 1961).
- El Coro Estable de Bahía Blanca (surgió en 1996).

En 2011 el Edificio del teatro fue declarado “Monumento Histórico Nacional” por la presidenta Cristina Fernández de Kirchner junto a otros 21 teatros del país.
En él ensayan todos las semanas los Organismos Artísticos del Sur, los Coros Municipales de Niños, de Jóvenes y Adultos.
Se ocupan también espacios para talleres de costura, escenografía y zapatería; y se llevan a cabo puesta en escena de las más variadas expresiones artísticas, tales como ópera, drama, tragedia, comedia, entre muchas otras.